# Sandú Darié
Sandú Darié (* 1908 in Roman; † 1991 in Havanna) war ein kubanischer Maler rumänischer Herkunft.

## Leben und Wirken
Darie studierte von 1926 bis 1932 Jura in Paris. Seit den 1920er bis Ende der 1930er Jahre veröffentlichte er Karikaturen und Kunstkritiken in rumänischen und französischen Zeitschriften. In seiner Pariser Zeit stand er in Kontakt mit avantgardistischen Künstlern rumänischer Herkunft wie Constantin Brâncuși, Tristan Tzara, Victor Brauner und Gherasim Luca. 1941 emigrierte er nach Kuba, wo er eine Laufbahn als Maler einschlug. Eine Sammlung früher abstrakter Gemälde, die er als Composiciones bezeichnete, wurde 1949 im Lyceum in Havanna und in der Carlebach Gallery in New York ausgestellt. 1951 nahm er an einer Gruppenausstellung in der Rose Fried Gallery mit Piet Mondrian, Robert Delaunay, Georges Vantongerloo und Josef Albers teil. Im Jahr 1952 war er bei der Biennale di Venezia vertreten. Im gleichen Jahr gehörte er zu den Gründern des Magazins Noticias de Arte, und 1953, 1955 und 1957 vertrat er Kuba bei der Biennale in São Paulo.
Durch eine Korrespondenz mit dem in Buenos Aires lebenden Gyula Kosice kam er mit dessen Bewegung für Konkrete Kunst Madí in Kontakt und veröffentlichte Beiträge in dem gleichnamigen Magazin. Von 1958 bis 1961 gehörte er der Gruppe der Diez Pintores Concretos an und erwarb sich den Ruf eines Propheten der Konkreten Kunst.
Dariés Interesse an Bewegung und der Einbeziehung des Betrachters wurde sichtbar in seiner Serie kinetischer Skulpturen Estructuras transformables, die erstmals 1956 gezeigt wurde. Später experimentierte er auch mit Bewegung, Licht- und Klangeffekten in Filmen und auf der Bühne. Seine Werke wurden auch im Museum of Modern Art ausgestellt.